# Isac Reding
Isac Reding, född 25 januari 1796 i Jönköpings Kristina församling, död 17 mars 1871 i Jönköping (Ljungarums församling), var en svensk apotekare, målare och tecknare
Han var son till spegelfabrikören Nils Reding och Sofia Wanselau. Reding blev student vid Lunds universitet 1820 och arbetade efter avslutande studier som apotekare i Ulricehamn. Han var vid sidan av sitt arbete verksam som konstnär och räknas som en god tecknare och akvarellmålare.